# Andrew Robinson (ator)
Andrew Jordt "Andy" Robinson (Nova Iorque, 14 de fevereiro de 1942) é um ator norte-americano. Robinson é conhecido por especializar-se em papéis tortuosos e psicóticos. Originalmente um ator de teatro, ele trabalha principalmente em papéis secundários na televisão e em filmes de baixo orçamento. Ele é mais conhecido por seu papel como o serial killer Scorpio no filme de ação Dirty Harry (1971), como Larry Cotton no filme de terror Hellraiser (1987), e como Elim Garak na série de ficção científica de televisão Star Trek: Deep Space Nine (1993-1999). Ele e sua esposa Irene são os pais da atriz Rachel Robinson, que também apareceu em Star Trek: Deep Space Nine. Ele é atualmente o diretor do MFA, atuando na University of Southern California.

## Filmografia

### Filmes
| Filmes | Filmes                      | Filmes                                                    | Filmes |
| Ano    | Título                      | Papel                                                     |        |
| ------ | --------------------------- | --------------------------------------------------------- | ------ |
| 1971   | Dirty Harry                 | The Scorpio Killer                                        |        |
| 1973   | Charley Varrick             | Harman Sullivan                                           |        |
| 1975   | The Drowning Pool           | Pat Reavis                                                |        |
| 1975   | A Woman for All Men         | Steve McCoy                                               |        |
| 1985   | Mask                        | Dr. Viton                                                 |        |
| 1986   | Cobra                       | Detective Monte                                           |        |
| 1987   | The Verner Miller Story     | Pretty Boy Floyd                                          |        |
| 1987   | Hellraiser                  | Larry Cotton / Frank Cotton (Disfarçado na pele de Larry) |        |
| 1988   | Shoot to Kill               | Harvey                                                    |        |
| 1990   | Fatal Charm                 | Sheriff Harry Childs                                      |        |
| 1991   | Child's Play 3              | Sgt. Botnick                                              |        |
| 1991   | Prime Target                | Commissioner                                              |        |
| 1992   | Trancers III                | Col. Daddy Muthuh                                         |        |
| 1994   | There Goes My Baby          | Frank                                                     |        |
| 1994   | The Puppet Masters          | Hawthorne                                                 |        |
| 1994   | Pumpkinhead II: Blood Wings | Sean Braddock                                             |        |
| 1998   | Running Woman               | Captain Don Gibbs                                         |        |
| 2004   | Homeland Security           | Senator                                                   |        |
| 2005   | A Question of Loyalty       | Dr. Albert Krentz                                         |        |

### Televisão
| Televisão   | Televisão                  | Televisão          | Televisão                                            |
| Ano         | Título                     | Papel              | Notas                                                |
| ----------- | -------------------------- | ------------------ | ---------------------------------------------------- |
| 1975        | Kojak                      | Leon               | 2ª Temporada Episódio 24: "I Want To Report a Dream" |
| 1976        | S.W.A.T.                   | Edward Stillman    | 2ª Temporada Episódio 22: "Any Second Now"           |
| 1976 - 1978 | Ryan's Hope                | Frank Ryan #2      | Daytime Emmy nomination                              |
| 1976 - 1980 | Barnaby Jones              | (Diversos)         | Retornado                                            |
| 1980        | Vega$                      | Derek Razzio       | Retornado                                            |
| 1985        | The Atlanta Child Murders  | Jack Mallard       | Minissérie                                           |
| 1986        | The New Twilight Zone      | John F. Kennedy    | Episódio #20-1 "Profile in Silver"                   |
| 1987        | The New Twilight Zone      | Mr. Williams       | Episódio #33-3 "Private Channel"                     |
| 1988        | Liberace                   | Liberace           | Telefilme                                            |
| 1993        | Murder, She Wrote          | Ambrosse           | Episódio #203                                        |
| 1993 - 1999 | Star Trek: Deep Space Nine | Elim Garak         | Retornado                                            |
| 1994        | M.A.N.T.I.S.               | Solomon Box        | Retornado                                            |
| 1997 - 1998 | Star Trek: Voyager         |                    | Dirigiu dos episódios                                |
| 1999        | The X-Files                | Dr. Ian Detweiler  | Temporada 6, Episódio 16 "Alpha"                     |
| 1999, 2004  | JAG                        | Admiral Thomas Kly | Retornado                                            |
| 1999 - 2005 | Judging Amy                | Daniel McGill      | Dirigido sete episódios                              |
| 2002        | Presidio Med               | Jesse              | Retornado                                            |